# Episodi di Grey's Anatomy (sedicesima stagione)
La sedicesima stagione della serie televisiva Grey's Anatomy, composta da ventuno episodi, è stata trasmessa in prima visione assoluta in contemporanea in Canada su Global Television Network e negli Stati Uniti d'America sul canale ABC dal 26 settembre 2019 al 9 aprile 2020, in due parti: la prima fino al 21 novembre 2019, mentre la seconda dal 23 gennaio. Inizialmente era composta da 25 episodi, ma viene bruscamente interrotta dopo 21 episodi, in seguito alla pandemia di Coronavirus venutasi a diffondere anche negli Stati Uniti d'America.
In Italia la stagione è stata trasmessa su Fox Life, canale a pagamento della piattaforma satellitare Sky, dal 28 ottobre 2019 divisa in due parti: la prima fino al 23 dicembre 2019, mentre la seconda dal 24 febbraio 2020 al 30 marzo la serie è andata in onda su Fox Life doppiata. Il resto degli episodi sono andati in onda su Fox Life in V.O. sottotitolata. Dall'11 agosto 2020 il resto degli episodi della stagione che non erano stati doppiati sono stati trasmessi su Fox, a seguito della chiusura di Fox Life, in lingua italiana. Ha subito delle pause e una trasmissione non regolare a causa delle disposizioni di emergenza legate alla diffusione del coronavirus COVID-19.
In chiaro è stata proposta dal 5 ottobre al 21 dicembre 2020 su LA7.
Il decimo episodio della stagione, Aiutami a superare la notte, rappresenta la seconda parte di un crossover con Station 19 che inizia con il primo episodio della terza stagione del suddetto spin-off, Conosco questo bar.
A partire da questa stagione vengono aggiunti al cast principale gli attori Greg Germann, Jake Borelli e Chris Carmack, interpreti rispettivamente di Tom Koracik, Levi Schmitt e Atticus "Link" Lincoln.
Il 10 gennaio 2020, Justin Chambers, interprete del Dr. Alex Karev dal primo episodio della serie, annuncia la sua uscita dal cast. Ha fatto la sua ultima apparizione nel sedicesimo episodio.
| n° | Titolo originale             | Titolo italiano               | Prima TV USA      | Prima TV Italia  |
| -- | ---------------------------- | ----------------------------- | ----------------- | ---------------- |
| 1  | Nothing Left to Cling To     | Nient'altro a cui aggrapparsi | 26 settembre 2019 | 28 ottobre 2019  |
| 2  | Back in the Saddle           | Di nuovo in sella             | 3 ottobre 2019    | 4 novembre 2019  |
| 3  | Reunited                     | Riuniti                       | 10 ottobre 2019   | 11 novembre 2019 |
| 4  | It's Raining Men             | Piovono uomini                | 17 ottobre 2019   | 18 novembre 2019 |
| 5  | Breathe Again                | Respira ancora                | 24 ottobre 2019   | 25 novembre 2019 |
| 6  | Whistlin' Past The Graveyard | Scherzare con il fuoco        | 31 ottobre 2019   | 2 dicembre 2019  |
| 7  | Papa Don't Preach            | Papà non farmi la predica     | 7 novembre 2019   | 9 dicembre 2019  |
| 8  | My Shot                      | La mia occasione              | 14 novembre 2019  | 16 dicembre 2019 |
| 9  | Let's All Go To The Bar      | Andiamo tutti al bar          | 21 novembre 2019  | 23 dicembre 2019 |
| 10 | Help Me Through The Night    | Aiutami a superare la notte   | 23 gennaio 2020   | 24 febbraio 2020 |
| 11 | A Hard Pill to Swallow       | Un boccone amaro da ingoiare  | 30 gennaio 2020   | 2 marzo 2020     |
| 12 | The Last Supper              | L'ultima cena                 | 6 febbraio 2020   | 9 marzo 2020     |
| 13 | Save the Last Dance for Me   | Concedimi l'ultimo ballo      | 13 febbraio 2020  | 16 marzo 2020    |
| 14 | A Diagnosis                  | Una diagnosi                  | 20 febbraio 2020  | 23 marzo 2020    |
| 15 | Snowblind                    | Accecati dalla neve           | 27 febbraio 2020  | 30 marzo 2020    |
| 16 | Leave a Light On             | Lascia una luce accesa        | 5 marzo 2020      | 11 agosto 2020   |
| 17 | Life on Mars?                | Vita su Marte?                | 12 marzo 2020     |                  |
| 18 | Give A Little Bit            | Dai qualcosa                  | 19 marzo 2020     | 18 agosto 2020   |
| 19 | Love of My Life              | L'amore della mia vita        | 26 marzo 2020     |                  |
| 20 | Sing It Again                | Canta ancora                  | 2 aprile 2020     | 25 agosto 2020   |
| 21 | Put on a Happy Face          | Buon viso a cattivo gioco     | 9 aprile 2020     |                  |

## Nient'altro a cui aggrapparsi
- Titolo originale: Nothing Left to Cling To
- Diretto da: Debbie Allen
- Scritto da: Krista Vernoff

### Trama
Alex lascia Jo in una struttura psichiatrica per un ricovero di trenta giorni; all'entrata Jo rivela che non hanno mai firmato ufficialmente una licenza di matrimonio, dando a Alex una scappatoia, ma quando lui va a prenderla dopo la sua permanenza, grazie anche al consiglio di Webber che lo spinge a lottare per il suo matrimonio, le dimostra il suo amore chiedendole di sposarlo ancora una volta. Ancora bloccati nella nebbia, Maggie cerca Jackson e lo trova mentre aiuta due scalatori che sono caduti da una parete rocciosa. Mentre quella coppia si riprende, Jackson e Maggie si lasciano e Jackson cerca di andare avanti con il vigile del fuoco Vic, conosciuta sul luogo di salvataggio dei due scalatori. I molti tentativi di Owen di aiutare Teddy con la loro neonata, Allison, rendono le cose peggiori fino a quando non le dimostra quanto vuole stare con lei, mettendo in vendita la sua casa e affittando una suite al piano superiore in attesa di trovare la casa giusta. Dopo che Meredith ammette di essere stata lei la responsabile della frode assicurativa, Andrew viene rilasciato dal carcere e Meredith viene condannata al servizio civile ordinato dal tribunale; inoltre la sua licenza medica è in pericolo quando il board decide di andare in tribunale. Dopo il suo licenziamento dall'ospedale, Richard ottiene prima un lavoro facendo visite domiciliari prenotate tramite app e poi ottiene un posto al Pacific Northwest, il peggior ospedale di Seattle. Nel frattempo Koracick viene promosso a Chief Medical Officer della Fox Foundation, con grande sgomento di Bailey che pensa sia una ritorsione da parte di Catherine per il licenziamento del marito. Mentre la relazione tra Amelia e Link continua a riscaldarsi, dopo un'osservazione di Carina, Amelia capisce di essere incinta.
- Ascolti USA: 6 510 000 telespettatori[9]
- Ascolti Italia: 203 000 telespettatori[10]
- Guest Star: Debbie Allen (Catherine Fox), Barrett Doss (Victoria Hughes), Stefania Spampinato (Carina DeLuca), Cleo King (Robin), Sophia Ali (Dahlia Qadri), Alex Landi (Nico Kim), Devika Parikh (Nancy Klein).

## Di nuovo in sella
- Titolo originale: Back in the Saddle
- Diretto da: Kevin McKidd
- Scritto da: Meg Marinis

### Trama
Meredith viene informata che la sua udienza in commissione medica sarà fra tre mesi. Alex offre a Jo un lavoro al Pacific Northwest, dove avrebbe libero dominio sulla sua stessa borsa di studio. Nel frattempo Maggie è furiosa con Jackson per un post che ha pubblicato, mentre Amelia e Maggie stanno andando in ospedale vengono coinvolte in un incidente con uomo a bordo di un monopattino elettrico che si schianta sulla fiancata della loro auto. Owen, già arrivato in ospedale, sta andando in pronto soccorso e sale in un ascensore in cui sono già presenti Link e Koracick il quale, dopo un battibecco con Owen a causa di Teddy, gli rimarca che ora lui è il capo dell'ospedale e, quando le porte dell'ascensore si aprono, ferma Owen per uscire lui per primo. Arrivate in ospedale, Maggie insieme a Owen e Jackson aiutano l'uomo dell'incidente mentre Amelia confida a Link di essere incinta. Bailey visita un paziente, che più tardi sarà operato, con tutti gli specializzandi. Intanto Meredith continua il suo lavoro al servizio civile ma dopo che una donna gli ha mostrato il braccio le dice di andare al Pacific Northwest chiedendo di Alex o di Richard, la cosa le sfugge di mano quando tutte le persone che dovevano lavorare al servizio civile si mettono in coda per essere visitati da lei, così chiede a Schmitt di portarle alcune attrezzature mediche. Nel frattempo gli specializzandi si stanno esercitando sulla tecnica che verrà utilizzata per operare il paziente di Bailey, l'esercizio viene concluso da DeLuca e poco dopo da Elm e Bailey le comunica che sarà lei a fare l'intervento, alla richiesta di spiegazioni da DeLuca gli viene risposto che non ha importanza concludere solo pochi secondi prima, alimentando così il pensiero di essere penalizzato per la sua relazione con Meredith. All'arrivo di Schmitt, Robin dice a Meredith e a tutti gli altri di rimettersi al lavoro, così Meredith nota una massa sul collo di Robin e le dice di andare in ospedale perché potrebbe trattarsi di cancro. Alex comunica a Meredith di non inviargli più pazienti perché non hanno più posti disponibili. Nel frattempo Jo è pronta a tornare al lavoro e comunica a Bailey la proposta che le ha fatto la Pacific Nothwest, Bailey le offre la stessa cosa e le dà un giorno per decidere. Owen, Maggie Jackson stanno facendo di tutto per rianimare il paziente e, quando Owen decide di defibrillare un'altra volta, il cuore riparte ma le piastre, appena caricate, vengono scaricate per errore su Koracick. Amelia racconta a Link di Christopher e i due decidono di tenere il bambino. Nel frattempo Jo torna da Bailey comunicandole che ha ricevuto un'offerta per chirurgia generale e Bailey decide di offrirle qualsiasi cosa pur di trattenerla. Meredith esegue una diagnosi più approfondita a Robin, con l'aiuto di Schmitt, nel parcheggio del Grey Sloan. Quando arriva Jackson, Meredith lo convince a visitarla quel giorno stesso piuttosto che mandarla in un altro ospedale. Jackson accetta e dopo la visita conferma a Robin quello che Meredith temeva, ovvero un cancro ma facile da curare. Elm, Bailey e DeLuca stanno eseguendo l'intervento, ma quando è quasi completato, insorge un'emorragia che Elm non riesce a fermare, così DeLuca interviene risolvendo il problema. Intanto Owen va da Koracick per accertarsi delle sue condizioni, questi però lo invita ad allontanarsi di 150 metri perché, tramite un avvocato, ha richiesto e ottenuto un'ordinanza restrittiva nei suoi confronti per l'incidente avvenuto in pronto soccorso.
- Ascolti USA: 6 080 000 telespettatori[11]
- Ascolti Italia: 247 000 telespettatori[12]
- Guest Star: Jason Winston George (Ben Warren), Cleo King (Robin), Sophia Ali (Dahlia Qadri), Jaicy Elliot (Taryn Helm).
- Assenti: Kim Raver (Teddy Altman)

## Riuniti
- Titolo originale: Reunited
- Diretto da: Michael Medico
- Scritto da: Andy Reaser

### Trama
Nel suo primo intervento chirurgico come assistente, Jo deve convincere la paziente di Meredith a sottoporsi all'intervento senza di lei; come compromesso, i chirurghi videochiamano Meredith. Dopo l'intervento chirurgico, Qadri affronta Bailey sul licenziamento di Meredith, facendosi licenziare a sua volta. Mentre cerca di evitare Koracick, Owen e Teddy portano la neonata Allison a fare un giro nell'ospedale prima che Owen dica a Teddy che dovrebbe tornare al lavoro. Una donna coreana disorientata arriva all'ospedale in cerca del suo amore perduto, che è anche un paziente. Andrew copre un incidente che Schmitt fa in chirurgia per insegnargli una lezione. Amelia discute su quando lei e Link dovrebbero raccontare agli altri del bambino, mentre le cose si scaldano tra Jackson e Vic dopo la loro escursione in trekking. Al Pacific Northwest, due sorelle estranee si riuniscono e devono decidere se staccare la spina alla loro sorella che è stata dichiarata cerebralmente morta. Dopo che non è riuscito a coinvolgere Catherine, Richard decide di cenare con la sua vecchia amica Gemma.
- Ascolti USA: 6 090 000 telespettatori[13]
- Ascolti Italia: 199 000 telespettatori[14]
- Guest Star: Hal Linden (Bertram Hollister), Jasmine Guy (Gemma Larson), Barrett Doss (Victoria Hughes), Lisa Ann Walter (Shirley Gregory), Sophia Ali (Dahlia Qadri), Alex Blue Davis (Casey Parker), June Kyoto Lu (Soyoung Oh), Holly Marie Combs (Heidi Peterson), Alyssa Milano (Haylee Peterson).

## Piovono uomini
- Titolo originale: It's Raining Men
- Diretto da: Michael W. Watkins
- Scritto da: Mark Driscoll

### Trama
Amelia e Maggie svegliano Meredith per chiederle a proposito di un articolo che è stato pubblicato sul lato oscuro del sistema sanitario, articolo che sta diventando virale; a sorpresa ella capisce che ciò che aveva mandato ai giornalisti come idee da ampliare è stato usato fuori contesto per attaccare direttamente non il sistema sanitario nazionale ma il Grey Sloan. Quando un'ambulanza arriva al pronto soccorso, Bailey è pronta per intervenire ma quando viene messa a terra la barella, il paziente si rifiuta di farsi soccorrere poiché, avendo letto l'articolo si accorge di essere proprio al Grey Sloan; Bailey non ne comprende il motivo, dato che non conosce ancora l'articolo. Owen, che ha portato Leo all'asilo dell'ospedale e ha assistito alla scena, carica il paziente sull'ambulanza in direzione del Pacific Northwest, non molto distante. Quando DeLuca va da Bailey per chiedere a chi devono affiancarsi gli specializzandi, Bailey risponde contrariata che c'è già un capo che si occupa di questo ma gli viene riferito che si è dimesso dopo aver letto l'articolo di Meredith; così Bailey nomina DeLuca al suo posto, questa situazione le provoca un presunto attacco di panico. Bailey si fa fare un check-up da Maggie. Koracick offre alla famiglia di un paziente oncologico un intervento chirurgico gratuito in cambio di una buona pubblicità per l'ospedale per contrastare l'articolo: la pubblicità consiste in una registrazione dell'operazione e del pre e post operatorio. Questa cosa non piace molto a Jackson, che è il medico che dovrà operare la bambina. Quando Owen arriva al Pacific Northwest con il paziente chiede di Alex o di Richard, poco dopo lascia il paziente nelle mani di Richard e quando sta per andarsene incontra Alex che lo porta a fare un giro dell'ospedale. Maggie e Teddy trattano una donna che è stata colpita da un clandestino caduto da un aereo in movimento, mentre Link cerca di calmare il fidanzato traumatizzato della donna che più tardi gli racconta come è accaduto l'incidente. Alex e Owen continuano il giro e quando Alex mostra l'ala che sarà dedicata alla pediatria sentono una donna chiedere aiuto, si precipitano nella sala dove un uomo sta avendo una complicanza dopo un intervento, il paziente deve essere rioperato e in sala operatoria vanno Alex e Owen. Durante l'intervento Owen dice di essere in paternità sia per aiutare Teddy sia per l'ordinanza restrittiva di Koracick, così Alex gli chiede se gli andrebbe di tornare al lavoro offrendogli un posto come capo di traumatologia, Owen accetta. Jackson sorprende Koracick e la troupe a fare un'intervista al padre della bambina, visibilmente impaurito dall'operazione, e quando la troupe dice a Koracick che le riprese non sono buone a causa della luminosità, così chiede al padre di spostarsi in un altro punto e di ripetere esattamente nello stesso modo quello che ha detto, Jackson interviene fermando l'intervista provocando un attrito con Koracick che gli rimarca di essere il capo. Nel frattempo Meredith cerca in tutti i modi di bloccare la diffusione dell'articolo, diventato ormai virale, cercando di far rimuovere l'articolo o di fargli cambiare il titolo o di far pubblicare una smentita, questo la porta a finire prima il lavoro ai servizi sociali che sta svolgendo e quando capisce che non c'è nulla da fare contro l'articolo decide di andare al Grey Sloan per dare delle spiegazioni a Bailey. Qui incontra Jo che le sconsiglia di andare dalla Bailey. Jackson chiede ad Amelia se le va di fare l'intervento sulla bambina, estromettendo Koracick e la troupe televisiva, e accetta. Durante l'operazione irrompe in sala operatoria Koracick che chiede spiegazioni, Jackson alterato dal suo modo di fare gli fa presente di avere una maggioranza del consiglio di amministrazione dell'ospedale e lo invita ad uscire e a non far avvicinare le telecamere che porterebbero all'intervento della vigilanza. Quando Bailey torna in ufficio trova Meredith ad aspettarla, cerca di fargli capire cosa è successo con l'articolo ma una Bailey furibonda non vuole sentire nulla e le chiede di andarsene. Nel corridoio Meredith e Andrew litigano per il comportamento autodistruttivo di Meredith che l'ha fatta finire di nuovo nei guai con la corte per essersene andata prima del previsto. Link dice ad Amelia che si sta innamorando di lei. Maggie va dalla Bailey per mostrarle i risultati delle analisi: Bailey è incinta.
- Ascolti USA: 5 750 000 telespettatori[15]
- Ascolti Italia: 187 000 telespettatori[16]
- Guest Star: Jason Winston George (Ben Warren), Barrett Doss (Victoria Hughes), Rebecca Mozo (Dana Martin), Jaicy Elliot (Taryn Helm), Alex Blue Davis (Casey Parker), Jacob Gibson (Josh), Sterling Jones (Peter Martin).

## Respira ancora
- Titolo originale: Breathe Again
- Diretto da: Chandra Wilson
- Scritto da: Elizabeth R. Finch

### Trama
Meredith salta la data per le ore di servizio civile imposte dal tribunale per portare Zola in ospedale. Bailey cerca di dire a Ben di essere incinta ma si addormenta affaticato dal turno di lavoro appena concluso. Richard sta uscendo dall'ospedale dopo aver concluso il suo turno e incrocia Gemma che lo invita a fare colazione e questi accetta. Korakick e DeLuca si occuperanno di Zola che ha bisogno di un'operazione per riparare il suo shunt per la sua spina bifida, operazione che aveva fatto precedentemente Derek. Bailey e Jo trattano nella camera iperbarica l'ex terapeuta di Jo quando era nell'istituto psichiatrico, costringendola a ricordare il mese trascorso lì che la aiuta a riprendere il controllo durante una crisi. Meredith chiede ad Elm di mandarle messaggi durante l'operazione per informarla dell'andamento perché è costretta ad aspettare in sala d'attesa. Durante l'attesa le fanno compagnia Amelia e Maggie, così Meredith sfoga i suoi dubbi sulla sua relazione con Andrew, Amelia esterna le sue perplessità sul fatto che non conosce Link abbastanza bene da avere un bambino con lui, Maggie invece è entusiasta dell'operazione che ha concluso da poco. Richard fa colazione con Gemma che, dopo aver provato per tutto il tempo a corteggiarlo, dopo averle detto quanto Catherine sia stata assente ultimamente, Gemma lo bacia e Richard la respinge, ribadendo che è sposato e che sono solo amici. Meredith, nonostante gli aggiornamenti di Elm, ha una brutta sensazione sull'operazione ma poco dopo arrivano Korakick, Elm e DeLuca che la informano del successo dell'operazione e le dicono quando può vedere Zola. La paziente nella camera iperbarica ha un attacco e Jo intuisce che fosse diabetica dal fatto che non condivideva mai il suo cibo, questa intuizione le salva la vita. Quando viene portata in un'altra sala Jo decide di dare la paziente a Bailey per evitare coinvolgimenti di interesse. Bailey dice a Ben di essere incinta e lui risponde estasiato. Quando finalmente Meredith può andare da Zola, incrocia l'avvocato che la sta seguendo che la informa che nonostante il giudice abbia capito l'urgenza che le ha impedito di presentarsi in tribunale, dovrà recuperare le ore rimanenti in carcere.
- Ascolti USA: 6 100 000 telespettatori[17]
- Ascolti Italia: 216 000 telespettatori[18]
- Guest star: Debbie Allen (Catherine Fox), Jason Winston George (Ben Warren), Jasmine Guy (Gemma Larson), Rachel Bay Jones (Carly Davis), Devika Parikh (Nancy Klein), Jaicy Elliot (Taryn Helm).
- Assenti: Kevin McKidd (Owen Hunt), Jesse Williams (Jackson Avery), Kim Raver (Teddy Altman), Chris Carmack (Atticus Lincoln).

## Scherzare con il fuoco
- Titolo originale: Whistlin' Past The Graveyard
- Diretto da: Pete Chatmon
- Scritto da: Julie Wong

### Trama
Meredith è in prigione per recuperare le ore di servizio civile che non ha fatto e conta i minuti per uscire. Quando chiede al poliziotto di guardia il motivo per cui si trova ancora lì, le viene detto che non sono ancora arrivate le carte per il suo rilascio. Durante l'attesa conosce meglio Paula, che si trova nella stessa cella, e si rende conto di come anche il sistema giudiziario non funzioni bene quando Paula le racconta come è finita lì. Per passare il tempo, Meredith aiuta l'altra a comporre un puzzle e quando hanno finito il bordo Meredith viene rilasciata, torna subito a casa e subito dopo aver salutato tutti, fa una chiamata al suo avvocato permettendogli di pagare la cauzione di Paula che viene rilasciata.
Jo, essendo Halloween, si traveste da cadavere indossando l'abito del matrimonio, mentre Alex è agitato perché è un giorno importante per l'ospedale. Al Pacific Northwest, Alex e Richard tentano di impressionare i potenziali investitori e quando Alex vuole far vedere dove sorgerà la nuova ala, gli viene comunicato da un operaio che c'è un problema, così Richard decide di mostrare altro agli investitori ma come si gira nota una procedura non molto corretta da parte di due infermieri... così cambia piano nuovamente. Alex esce per vedere il problema al cantiere... si tratta di una fossa comune. Intanto Jo si aggira per l'ospedale spaventando la gente con il suo costume. Quando Alex rientra, va con Jo al pronto soccorso dove c'è Owen che ha trovato un altro problema da risolvere, Jo intuisce che si tratta del sangue che viene dato ai pazienti e così Alex e Owen scoprono che l'ospedale ha una riserva di sangue interna e che la cella dove viene custodito non lo mantiene alla giusta temperatura, facendolo degradare. Alex comunica al personale di non utilizzare quel sangue ma di rivolgersi alla banca centrale. Nel frattempo alcune infermiere iniziano a pensare che l'ospedale sia infestato, per via della fossa comune e per via di un fantasma che si aggira... Alex che era lì inizia a rimproverarle, dicendo che una volta l'ospedale era un istituto psichiatrico, che fuori c'è una fossa comune, che il fantasma in realtà è sua moglie e ordina loro di tornare al lavoro, senza accorgersi che dietro era arrivato Richard con gli investitori che gli chiedono spiegazioni riguardo alla fossa comune menzionata poco prima. Alla fine della giornata Alex e Jo vanno in comune per sposarsi. A casa di Meredith, Maggie prepara i bambini con i costumi per andare a scuola. Quando arriva DeLuca per accompagnarli prova ad aiutare Zola che gli risponde in malo modo. Al Grey Sloan, Owen consegna una scatola a Teddy contenente i costumi che sua mamma aveva realizzato per lui e sua sorella quando erano bambini. Bailey chiede consigli ad Amelia dopo averle rivelato di essere incinta e che piange per qualsiasi cosa, Amelia le dà un paio di suggerimenti. Quando Amelia si allontana, viene avvicinata da Link che la invita a pranzo con i suoi genitori... Amelia è entusiasta. Nel frattempo Jackson e Andrew visitano una giovane ragazza con gravi ustioni sulle braccia provocate dalla luce del sole, quando escono Jackson dà a Smith il compito di organizzare una festa di Halloween in ospedale, mentre DeLuca cerca di capire perché Zola è arrabbiata con lui. Bailey lotta con i suoi ormoni della gravidanza, sfruttando i consigli di Amelia, mentre lei e Teddy discutono dei costumi di Halloween per i loro figli durante un'operazione per salvare la vita di un ragazzo che è stato investito, alla quale è presente anche Koracick che è stizzito da Halloween. Nel frattempo Jackson e Andrew operano la paziente con le ustioni e quando viene riportata nella sua stanza, cercano di capirne il motivo, la ragazza confida che i suoi genitori le avevano regalato un gattino che poi è scappato fuori di casa, lei per la fretta aveva messo solo il casco di protezione e non la giacca. A pranzo i genitori di Link gli comunicano che hanno deciso di risposarsi e Link si arrabbia perché gli hanno rovinato la vita da ragazzo, sempre diviso tra i due. Per questo gli sfugge che Amelia è incinta e se ne va stizzito. Amelia riesce a convincerlo a rientrare ma quando i suoi genitori gli comunicano la data delle nozze, che coincide con il periodo in cui Amelia partorirà, e dicono di aver già versato una caparra, Link e Amelia sembrano sul punto di andarsene. A fine giornata Bailey chiede a Koracick perché è stato di cattivo umore tutto il giorno, così lui le confida che odia Halloween perché una volta aveva preparato un costume nuovo per suo figlio che però non poté mai indossarlo perché due settimane prima di Halloween morì. A quel punto Bailey inizia a piangere copiosamente. A fine giornata DeLuca trova Zola seduta nella galleria di una sala operatoria e quando Zola finalmente si apre e gli dice che le manca suo padre, Andrew racconta le sue storie su Derek e ciò che faceva di lui un grande chirurgo. Alla festa in ospedale partecipano tutti i bambini ricoverati e anche Teddy che ha vestito da zombie i due bambini di Owen.
- Ascolti USA: 5 660 000 telespettatori[19]
- Ascolti Italia: 204 000 telespettatori[20]
- Guest Star: Isidora Goreshter (Paula), Bess Armstrong (Maureen Lincoln), Granville Ames (Eric Lincoln), Alex Landi (Nico Kim), Jaicy Elliot (Taryn Helm), Maynor Alvarado (Joaquin Esquivel).

## Papà non farmi la predica
- Titolo originale: Papa Don't Preach
- Diretto da: Daniel Willis
- Scritto da: Jalysa Conway

### Trama
Maggie è sorpresa quando in ospedale si presentano due persone che si rivelano essere la nipote e il fratello di Richard, quindi sua cugina e suo zio. Sabie, la cugina, ha un enorme tumore intorno al cuore. Le due donne si rendono conto di quanto hanno in comune, ma Sabie non vuole che Maggie la operi a causa del conflitto di interessi. Sebbene Maggie insista sul fatto di essere la persona migliore per effettuare l'operazione, ottenendo anche l'autorizzazione dal padre di Sabie per eseguire l'intervento chirurgico, l'intervento va male e Sabie muore in sala operatoria a causa di una emorragia. Sentendosi in colpa, Maggie è costretta a condividere la cattiva notizia con il padre di Sabie, alienando ulteriormente la famiglia da Richard, che è già in contrasto con Catherine per la sua relazione percepita con Gemma. Nel frattempo, Amelia si presenta al Pacific Northwest per comunicare a Owen che lei e Link stanno avendo un bambino e lui non prende bene questa notizia. Mentre trattano una donna incinta che è caduta per le scale dopo aver tentato di abortire, Owen riversa la sua rabbia sulla paziente prima che lui e Amelia possano risolvere i loro problemi parlandone con calma.
- Ascolti USA: 6 160 000 telespettatori[21]
- Ascolti Italia: 229 000 telespettatori[22]
- Guest Star: Debbie Allen (Catherine Fox), Jasmine Guy (Gemma Larson), Crystal McCreary (Sabrina Webber), Matt Orduna (Chris Webber), Hayley Chase (Cassidy Gardner).
- Assenti: Chandra Wilson (Miranda Bailey), Camilla Luddington (Jo Karev), Giacomo Gianniotti (Andrew DeLuca), Greg Germann (Tom Koracick), Jake Borelli (Levi Schmitt), Chris Carmack (Atticus Lincoln).
- Il titolo fa riferimento all'omonimo singolo di Madonna del 1986, dell'album True Blue

## La mia occasione
- Titolo originale: My Shot
- Diretto da: Debbie Allen
- Scritto da: Meg Marinis

### Trama
Tutti i chirurghi del Grey Sloan si riuniscono per il giorno del processo di Meredith che stabilirà se potrà mantenere la sua licenza medica. Prima dell'udienza, Meredith si rende conto che uno dei giudici della giuria, il dottor Paul Castello, è il medico che non effettuando una TAC alla testa di Derek, ne ha causato la morte. Anche se Andrew, Owen e Alex danno testimonianze positive, il pubblico ministero è in grado di elencare anni di illeciti di Meredith in ospedale, tutti raccontati attraverso flashback. Bailey si rifiuta di dire qualcosa di buono su Meredith, mentre Richard con la sua testimonianza la protegge, facendo arrabbiare ulteriormente Bailey. Quando Paul tira in causa la questione dell'adozione di Zola, Meredith perde il controllo e lo accusa di aver ucciso suo marito, causandogli un collasso. L'uomo viene portato al Grey Sloan dove Amelia, Link e Teddy eseguono una TAC che rivela un'emorragia cerebrale e Amelia - troppo coinvolta - chiede a Koracick di effettuare l'intervento. Il processo sta per essere rinviato quando Alex porta in aula decine di ex pazienti di Meredith per rilasciare dichiarazioni in suo favore. Intanto, Richard parla un'ultima volta con Miranda, rimproverandola di aver interpretato le azioni di lui e di Meredith come un tradimento, rammentandole come loro siano una famiglia della quale sembra essere Miranda quella non disposta a perdonare. Paul non sopravvive all'operazione, ma il giudizio è favorevole, grazie anche a un'ultima testimonianza della Bailey, e Meredith ottiene di mantenere la sua licenza. La Bailey le offre nuovamente il suo lavoro al Grey Sloan e Meredith accetta. Dopo il processo, Jackson raggiunge Maggie, che è ancora giù di morale per la morte di Sabie. Schmitt viene ostracizzato dagli altri medici quando vengono a conoscenza, in seguito alla sua testimonianza, che è stato lui a far presente a Bailey il nome sul braccialetto della paziente di Meredith; Andrew chiede a Meredith di riflettere sul loro rapporto quando si rende conto che lei non lo guarda e non lo rispetta come faceva con Derek.
- Ascolti USA: 6 340 000 telespettatori[23]
- Ascolti Italia: 207 000 telespettatori[24]
- Note: È il 350º episodio della serie. L’episodio segna anche l’ultima apparizione di Justin Chambers (Alex Karev).
- Guest star: Marin Hinkle (Ashley Cordova), Alex Landi (Nico Kim), Jaicy Elliot (Taryn Helm), Alex Blue Davis (Casey Parker), Cleo King (Robin), Mike McColl (Paul Castello), Devika Parikh (Nancy Klein), Aaron Lustig (Giudice William Benson), Omar Leyva (Luis Rivera), Lisa Ann Walter (Shirley Gregory), Robin Pearson Rose (Patricia Murphy), Ray Ford (Ray Sutera), Skyler Shaye (Katie Bryce).

## Andiamo tutti al bar
- Titolo originale: Let's All Go to the Bar
- Diretto da: Kevin McKidd
- Scritto da: Kiley Donovan

### Trama
Meredith è tornata in ospedale e tutti festeggiano il suo rientro. I colleghi la accolgono a braccia aperte, con strette di mano e con una grande torta. Cristina si fa sentire con un messaggio. Gli specializzandi si radunano intorno alla dottoressa Grey, incluso un confuso DeLuca. Meredith spiega che se lui non fosse stato troppo impegnato a lasciarla, lei lo avrebbe avvisato che la Bailey l’aveva riassunta. L’intero gruppo di medici raggiunge poi la stanza di una ragazzina di nome Jamie. La paziente ha una massa tra le costole e Meredith è impaziente di scoprire di che cosa si tratta. Secondo la dottoressa, si tratta di una sorta di complicazione dall'operazione alla colecisti che ha svolto anni prima su Jamie. Il Dr Cormac Hayes, nuovo affascinante capo del reparto di chirurgia pediatrica, è un po’ più aggressivo nel diagnosticare il problema di Jamie.
Nel frattempo Catherine raggiunge l’ospedale e trova suo figlio con Victoria. Il suo primo pensiero è che Jackson stia tradendo Maggie. Quando Jackson le dice la verità, Catherine crolla su una sedia. Probabilmente quei sentimenti di rabbia riservati a Jackson, sono semplicemente un riflesso di ciò che prova nei confronti del marito. Jo ha deciso di fare volontariato a Safe Haven, un rifugio sicuro per persone in difficoltà dove spesso vengono portati i bambini abbandonati nelle stazioni dei vigili del fuoco. Link è convinto che sia “troppo e troppo presto” per Jo, dato che ha scoperto da poco che lei stessa è stata lasciata in una stazione dei vigili del fuoco quando aveva appena cinque giorni di vita. Alla Station 19 è stato lasciato un bambino e Jo ha difficoltà ad affrontare le proprie emozioni. Ben lascia che Jo si prenda cura del bambino e poi insieme vanno all'ospedale per consegnare il bimbo ai servizi sociali. Amelia e la Bailey hanno fondato una specie di club del bambino e insieme si misurano i battiti cardiaci e la pressione. La Bailey è entusiasta perché proprio quel pomeriggio scoprirà il sesso del bambino ed è sconvolta quando Amelia confessa che non ha mai fatto un’ecografia per paura che vada di nuovo tutto storto. La Bailey le dice che è molto più facile combattere la paura con l’informazione. Il prossimo paziente di Miranda è il capitano Herrera il cui cancro è tornato ma che rifiuta di sottoporsi alla chemioterapia, nonostante il parere contrario di Miranda. Mentre parlano, Herrera le fa notare che sta sanguinando: si tratta di un aborto spontaneo. Sotto choc, allontana Ben chiedendogli di rimanere sola e mente a Amelia dicendole che avrà una bimba.
Nel frattempo, Maggie visita un paziente cardiopatico che ha bisogno di una sostituzione della valvola, un intervento di routine per Maggie. Sfortunatamente, la dottoressa sta ancora cercando di riprendersi dalla morte di Sabie e convince così Teddy ad assisterla durante l’operazione. L’uomo ha una moglie e un bambino nel reparto neonatale dell'ospedale. L’intervento sembra andare liscio, ma il cuore non ricomincia a battere dopo che è stato tolto il bypass. Maggie va in crisi e Teddy deve intervenire ed essere la voce della ragione. Ordina a Helm di battergli sul petto e di aspettare con la speranza che, dopo un paio d’ore di riposo, il cuore inizi a pompare. Maggie sconvolta si licenzia immediatamente dopo Koracick offre a Teddy la posizione di nuovo capo di cardiologia. Davanti a quell'offerta Teddy prega Tom di smetterla di cercare di riconquistarla e inizia a elencare tutte le ragioni per le quali ama Owen e non lui. Koracick la interrompe e le spiega che le ha offerto il lavoro perché Maggie si è appena licenziata.
Il dottor Hayes è sicuro che la massa tra le costole della ragazzina sia un tumore. Meredith si arrabbia molto quando lo trova a parlare con la madre di Jamie e a informarla che potrebbe trattarsi di cancro perché vuole che quest’ultima sia al corrente di tutto. Meredith cerca di tranquillizzare la madre di Jamie, dicendo che si tratta solo della peggiore delle ipotesi. Una volta in sala operatoria, i medici scoprono che la massa non è maligna.
Poco dopo, Meredith e il Dr Hayes sono insieme in ascensore. Cristina sta scrivendo a Meredith domandandole se ha ricevuto il suo pacco. Il Dr Hayes dice a Meredith che crede che i pazienti debbano essere messi al corrente di tutto. Meredith e Hayes sono ancora in ascensore, e lei risponde a Cristina che non ha ricevuto nessun pacco. Nel vedere che Meredith non è d'accordo su come rivolgersi ai pazienti, il dr Hayes confessa qualcos’altro. Hayes rivela a Meredith che i medici che si prendevano cura di sua moglie non gli hanno concesso il favore di dirgli che cosa stava davvero succedendo, prima che lei morisse. Meredith solleva lo sguardo su Hayes e lo guarda mentre si allontana per i corridoi del Grey Sloan. Proprio allora vediamo dei messaggi di Cristina: “Non quello. Lui. McWidow“.
C’è qualcosa che non va con le tempistiche della gravidanza di Amelia. Non è incinta di venti settimane come pensava, ma di ventiquattro. Ciò significa che il padre del bambino è Owen e non Link.
Nel finale vediamo Jackson al bar. Anche Ben si trova nel locale con Herrera. Altri specializzandi stanno brindando. E proprio mentre l’alcol comincia a scorrere liberamente, una macchina si schianta sul muro del locale seminando detriti e corpi ovunque.
- Ascolti USA: 6 400 000 telespettatori[25]
- Ascolti Italia: 163 000 telespettatori[26]

## Aiutami a superare la notte
- Titolo originale: Help Me Through The Night
- Diretto da: Allison Liddi-Brown
- Scritto da: Lynne E. Litt

### Trama
I medici si affrettano a salvare diversi degli specializzandi coinvolti nell'incidente del bar. Bailey e Webber operano su Helm mentre Webber cerca di confortare la Bailey dopo l'aborto spontaneo. Meredith lavora su Schmitt dopo il suo crollo e gli assicura di averlo perdonato per averlo detto a Bailey. Mentre Amelia lotta per raccontare a Link delle notizie sul suo bambino, Teddy si sfoga su Amelia perché non le ha ancora fatto la proposta, le due cercano Parker, che è scomparso a causa del disturbo da stress post-traumatico scatenato dall'incidente. Jackson e Owen eseguono un intervento chirurgico su Simms mentre vengono attentamente osservati da Koracick, mentre Jo si lega a Hayes per il bambino di Safe Haven. Dopo che tutti gli specializzandi sono al sicuro, Owen si propone a Teddy, con grande sgomento di Tom, e Amelia rivela a Link che stanno per avere un maschietto. A casa di Meredith, DeLuca dice a Maggie di aver fatto un errore a rompere con Meredith proprio quando Maggie viene a sapere che è stata citata in giudizio per la morte di Sabie.
- Ascolti USA: 6 660 000 telespettatori[27]
- Ascolti Italia: 140 000 telespettatori[28]
- Note: questo episodio conclude un evento crossover che inizia con il primo episodio della terza stagione di Station 19.

## Un boccone amaro da ingoiare
- Titolo originale: A Hard Pill to Swallow
- Diretto da: Michael Medico
- Scritto da: Adrian Wenner

### Trama
Amelia dice a Link che non è sicura chi tra lui o Owen sia il padre del suo bambino e, dopo averci riflettuto a lungo, Link dice di volere un test di paternità prima che decidano la loro posizione come coppia. Meredith impara di più sul passato di Hayes mentre lavorano su un adolescente che presenta emorragie interne dovute ai vapori della sigaretta elettronica, mentre lei lotta con i suoi sentimenti persistenti per Andrew, che cerca delle risposte su una paziente con una misteriosa sintomatologia, Suzanne. Teddy ammette a Owen di aver perso il suo anello di fidanzamento, passano la giornata a cercarlo finché non scoprono che Leo l'ha ingoiato. Link, Jo e Jackson operano un uomo che ha ingoiato un pesce durante il suo addio al celibato, mentre Koracick infastidisce continuamente la Bailey per le sue pause dal lavoro prima di scoprire che erano dovute al lutto per la perdita del bambino. Richard cerca di far uscire Maggie dal suo stato d'animo mentre si occupa anche dei suoi problemi coniugali con Catherine.
- Ascolti USA: 5 560 000 telespettatori[29]
- Ascolti Italia: 154 000 telespettatori[30]

## L'ultima cena
- Titolo originale: The Last Supper
- Diretto da: Nicole Rubio
- Scritto da: Jason Ganzel

### Trama
In una ricetta per il disastro, Jackson e Maggie cercano di essere civili l'uno verso l'altro per la cena di anniversario di Catherine e Richard. Jackson invita Vic, che porta anche il suo amico Dean, come appuntamento al buio per Maggie, senza dirglielo prima. Dopo che la cena ha avuto un inizio imbarazzante, le cose peggiorano quando Jackson e Maggie non riescono a smettere di litigare, spingendo Catherine ad annunciare che lei e Richard si stanno effettivamente separando. Anche se la cena dà loro la possibilità di ricordare e di considerare la riconciliazione, la serata si conclude con Catherine determinata per ripicca contro Richard a comprare il Pacific Northwest. Nel frattempo, Schmitt e Nico fanno visita allo zio di Schmitt che si trova in ospizio. Dopo aver fatto coming out con lo zio proprio prima che questi muoia, Schmitt viene a sapere che anche lui era gay anche se non dichiarato e che aveva una relazione extraconiugale con un uomo. Venuto a conoscenza che sua madre sapeva del segreto dello zio, Schmitt decide di trasferirsi perché lei non ha ancora accettato completamente la sua sessualità.
- Ascolti USA: 5 470 000 telespettatori[31]
- Ascolti Italia: 137 000 telespettatori[32]

## Concedimi l'ultimo ballo
- Titolo originale: Save the Last Dance for Me
- Diretto da: Jesse Williams
- Scritto da: Tameson Duffy

### Trama
Il giorno dopo essere tornati insieme, Andrew usa il nome di Meredith per portare la dottoressa Lauren Riley, una diagnosta sorda dell'UCSF, a consultare la sua paziente, Suzanne, di cui non riesce ancora a capire i problemi medici. Con il Grey Sloan che assorbe il Pacific Northwest come richiesto da Catherine, Koracick passa la giornata a dare e togliere i posti di lavoro a Richard e Owen, anche se concede immediatamente a Maggie la sua posizione. Jo e Bailey curano un adolescente in affidamento, Joey, preoccupato di essere separato dai suoi fratelli adottivi, mentre Schmitt e Meredith si occupano di un'anziana ex ballerina di sala il cui cancro si è diffuso in tutto il corpo. Amelia attende i risultati del suo test di paternità e condivide un momento con Owen, anche se in seguito rivela a Link che non ha ancora fatto il test. Jo si preoccupa che Alex sia stato via così a lungo senza rispondere alle sue telefonate e Schmitt dice a Nico che vuole una relazione più seria. Il consiglio dell'ospedale si riunisce per unirsi contro Koracick affinché tutti vengano reintegrati.
- Ascolti USA: 5 580 000 telespettatori[33]
- Ascolti Italia: 146 000 telespettatori[34]

## Una diagnosi
- Titolo originale: A Diagnosis
- Diretto da: Greg Evans
- Scritto da: Julie Wong

### Trama
Ancora alla disperata ricerca di una risposta sui sintomi della sua paziente Suzanne, Andrew inizia a mostrare sintomi di disturbo bipolare simili alla mania del padre, suscitando la preoccupazione di Meredith e Carina. Quando Andrew è finalmente in grado di diagnosticare Suzanne, va in negazione quando Meredith lo affronta e la lascia. Maggie cerca di ragionare con Amelia, che si è chiusa in casa per evitare Link e il test di paternità; quando Link arriva dopo il lavoro, Amelia mette fine alla loro relazione e comunica che crescerà il bambino da sola con l'aiuto delle sue sorelle. Mentre cura una coppia che è stata aggredita da un orso nel bosco, Jo viene a sapere che la moglie ha una relazione extraconiugale e si preoccupa che Alex non risponda alle sue chiamate temendo che la stia tradendo. Schmitt si insospettisce perché Nico non vuole presentarlo ai suoi genitori finché lui non gli dice che non ha ancora rivelato ai suoi genitori la sua omosessualità. Bailey cerca di risollevare il morale di Richard affidandogli il ruolo di mentore di un gruppo di nuovi medici del Pacific Northwest. Hayes riunisce Joey con i suoi fratelli adottivi. Jackson alla fine presenta a Maggie le scuse da tempo attese per averla abbandonata nei boschi.
- Ascolti USA: 5 990 000 telespettatori[35]
- Ascolti Italia: 167 000 telespettatori[36]

## Accecati dalla neve
- Titolo originale: Snowblind
- Diretto da: Linda Klein
- Scritto da: Meg Marinis

### Trama
Una tormenta che ha colpito Seattle manda molti pazienti al Grey Sloan mentre le temperature continuano a scendere. Quando le strade si chiudono, Andrew si offre volontario per andare a piedi attraverso la neve al fine di recuperare un organo per una paziente di Hayes, continuando quella che Meredith e Carina pensano sia una spirale maniacale. Owen e Teddy lottano per salvare una donna incinta che è stata colpita dall'auto della moglie. Mentre Link tiene il broncio nei pressi dell'ospedale dopo la sua rottura con Amelia, Teddy si preoccupa che il bambino di Amelia possa essere di Owen e trova conferma dei suoi sospetti da Maggie. Ciò fa sì che Teddy finisca tra le braccia di Koracick. Mentre continuano i suoi problemi di relazione con un distante Nico, Schmitt smarrisce una paziente, Tess. La donna viene ritrovata in sala operatoria, in procinto di aiutare Richard a eseguire un'operazione: studentessa di medicina impossibilitata a proseguire gli studi per le proprie condizioni di salute, si era mescolata al gruppo di strutturati seguiti da Richard. In seguito, Richard va a parlare con lei e dopo averle rivelato di avere un tremore che potrebbe porre fine alla sua carriera, la esorta a riprendere gli studi e realizzare il suo sogno di diventare un chirurgo. Dopo aver appreso che Joey non ha intenzione di finire la scuola, Bailey lo porta in ospedale per prendere ispirazione. Alla fine della giornata gli chiede di venire a stare con lei e il ragazzo accetta. Il rapporto di Meredith e Hayes si approfondisce mentre parlano delle rispettive perdite. Jo dice a Link che è quasi certa che Alex l'abbia lasciata. Jackson risolve la lite che aveva avuto nella mattinata con Vic e si danno appuntamento a casa.
- Ascolti USA: 6 000 000 telespettatori[37]
- Ascolti Italia: 143 000 telespettatori[38]

## Lascia una luce accesa
- Titolo originale: Leave a Light On
- Diretto da: Debbie Allen
- Scritto da: Elizabeth Finch

### Trama
L’episodio si apre con immagini del pilot, quando i MAGIC iniziano il primo giorno da specializzandi all’allora Seattle Grace. Uno stacco ci porta poi a casa di Meredith, quindi all’ospedale da Jo, poi a casa della Bailey e infine agli Alcolisti Anonimi con Richard. I quattro hanno appena ricevuto la posta e tra tante buste anonime salta loro all’occhio una lettera scritta a mano il cui mittente è Alex Karev. Alex svela di aver abbandonato tutto e tutti, e di trovarsi con Izzie Stevens. Karev svela che durante i giorni del processo a Meredith, fra le innumerevoli persone che aveva chiamato per ottenere delle testimonianze in favore della Grey, c'era anche Izzie. I due avevano parlato e aggiornandosi sulle loro vite, Karev aveva scoperto che Izzie ha due figli gemelli, Eli e Alexis, il cui padre è proprio lui. Alex racconta a Meredith che ai tempi in cui Izzie era malata di cancro, aveva deciso di congelare degli embrioni per non dover rinunciare al sogno di diventare madre. I due bambini hanno ora 5 anni e Karev è corso a conoscerli, riscoprendo l’amore, mai finito, per Izzie. Tuttavia il medico svela anche di amare ancora Jo, ma di non voler rinunciare a essere padre e di aver quindi chiesto il divorzio. Alex afferma di aver lasciato a Jo tutte le quote dell'ospedale. Jo, devastata, si arrende all'idea di averlo perso per sempre. Alex ringrazia la Bailey e Richard; a Meredith dice che lei non ha bisogno di una sua persona (né di Cristina né di lui) perché è forte e può farcela da sola e che lei stessa è la sua persona. 
- Ascolti USA: 6 300 000 telespettatori[39]
- Ascolti Italia: 156 000 telespettatori[40]

## Vita su Marte?
- Titolo originale: Life on Mars?
- Diretto da: Michael W. Watkins
- Scritto da: Jase Miles-Perez

### Trama
Un ricco inventore visita il Grey Sloan, cercando una diagnosi da Koracick che possa giustificarlo per un crimine commesso. Dopo essersi consultata sul caso di Koracick, Meredith tratta una donna diabetica che ha dovuto razionare la propria insulina per pagare la casa di cura dei suoi genitori. Mentre si concedono un po' di umorismo nero per le loro disastrose vite amorose, Jo e Link lavorano per salvare un giovane che è caduto sui binari del treno mentre era con la sua ragazza. Una frenetica Teddy cerca di evitare sia Owen sia Koracick dopo aver da poco passato la notte con quest'ultimo, sebbene si trovi in una situazione ancora più disordinata quando, dopo aver rivelato a Owen che lui potrebbe essere il padre del bambino di Amelia, dorme di nuovo con Koracick più tardi quel giorno. Bailey cerca di confortare Richard, ma lui la aggredisce verbalmente e le dice che potrebbe smettere di fare il chirurgo. Jackson e Vic litigano per lo stato della loro relazione, il che li porta alla rottura, e Andrew continua a mostrare segni di mania nonostante la sua terapia in ospedale. Dopo aver ascoltato il consiglio di Jo, Link tenta un grande gesto verso Amelia, e dopo che sono tornati insieme, la donna gli rivela che è lui il padre del bambino.
- Ascolti USA: 6 270 000 telespettatori[41]
- Ascolti Italia: 179 000 telespettatori[42]

## Dai qualcosa
- Titolo originale: Give A Little Bit?
- Diretto da: Kevin McKidd
- Scritto da: Zoanne Clack

### Trama
Meredith organizza la prima giornata di chirurgia pro-bono dell'ospedale ma si trova rapidamente sopraffatta dall'afflusso di pazienti; Andrew sospetta che una giovane ragazza sia vittima della tratta di esseri umani, ma le sue preoccupazioni sono considerate frutto di manie bipolari; dopo aver avuto un'apparente crisi di fronte all'intero ospedale, viene allontanato. Meredith lo rincorre e gli chiede di prendersi cura di sé e di non andarsene. Link rifiuta un'offerta di lavoro come medico della squadra dei Mariners e raccomanda Nico il quale accetta il lavoro e questo causa la rottura con Schmitt. Jo lotta per cambiare il suo cognome da Karev per la separazione e nasce un'amicizia con Schmitt; alla fine accettano di essere compagni di stanza. Koracick e Teddy continuano a sgattaiolare alle spalle di Owen. A fine episodio si capisce che forse De Luca aveva ragione sulla ragazza.
- Ascolti USA: 7 040 000 telespettatori[43]
- Ascolti Italia: 168 000 telespettatori[44]

## L'amore della mia vita
- Titolo originale: Love of My Life
- Diretto da: Allison Liddi-Brown
- Scritto da: Kiley Donovan e Andy Reaser

### Trama
Richard, Maggie, Teddy e Hayes si recano tutti in California per partecipare alla conferenza sull'innovazione chirurgica di Los Angeles come rappresentanti del Grey Sloan. Maggie incontra inaspettatamente Winston, un uomo con cui ha lavorato durante la sua specializzazione, e i due finiscono a letto insieme, anche se in seguito rifiuta la sua offerta di iniziare una vera relazione con lui. Hayes ricorda l'incontro con la sua defunta moglie, avvenuto proprio nello stesso hotel in cui si tiene la conferenza, e ricorda anche il periodo della sua malattia e morte per cancro, quindi si scaglia contro il rappresentante dell'azienda produttrice del dispositivo medico che, anziché guarirla, ne ha causato la morte. Teddy è sorpresa quando incontra Claire, una sua ex amica molti anni prima fidanzata con Allison, la migliore amica di Teddy, e scopre che Claire sapeva da anni della relazione tra Teddy e Allison, ma non ha mai detto nulla. Richard si prepara per la presentazione della sua PATH Pen ma è distratto dall'arrivo di Catherine che sembra cercare la riconciliazione. Tuttavia, poco prima della presentazione si capisce che la sua notte con Catherine era stata un'allucinazione, e quando mostra evidenti sintomi di disorientamento sul palco, i colleghi lo portano di corsa in ospedale.
- Ascolti USA: 6 520 000 telespettatori[45]
- Ascolti Italia: 173 000 telespettatori[46]

## Canta ancora
- Titolo originale: Sing It Again
- Diretto da: Michael Watkins
- Scritto da: Jess Righthand

### Trama
I medici si riuniscono in cerca di una diagnosi per Richard dopo il suo episodio anomalo di due giorni prima alla conferenza medica. Dopo aver escluso diverse possibilità, Maggie affronta la realtà che potrebbe trattarsi di Alzheimer, ma Meredith è certa che non lo sia. Quando Meredith cerca di valutare Richard per capire cosa abbia, vede quanto rapidamente le sue condizioni stiano progredendo e va a chiedere aiuto a Andrew. Amelia e Link si preparano alla nascita imminente del loro figlio, ma quando apparentemente lei entra in travaglio, si rendono conto di quanto siano ansiosi di sapere quanto la loro vita stia per cambiare. Il mondo di Koracick è scosso quando la sua ex moglie, Dana, si presenta all'ospedale con suo figlio che ha bisogno di essere curato per un tumore al cervello, costringendo Koracick a rivivere il dolore per il suo defunto figlio David. Con l'aiuto di Teddy, Koracick è in grado di superare le sue paure e di operare il ragazzo, anche se Teddy in seguito sceglie di anticipare il suo matrimonio con Owen. Link e Owen curano una paziente che, dopo essere uscita dall'anestesia, non riesce a smettere di cantare, mentre Schmitt non riesce a separare il lavoro dalla vita domestica ora che lui e Jo sono coinquilini.
- Ascolti USA: 7 180 000 telespettatori[47]
- Ascolti Italia: 185 000 telespettatori[48]

## Buon viso a cattivo gioco
- Titolo originale: Put on a Happy Face
- Diretto da: Deborah Pratt
- Scritto da: Mark Driscoll e Tameson Duffy

### Trama
Mentre le condizioni di Richard continuano a peggiorare, i medici sono pronti a dichiarare che si tratta di Alzheimer e a mandarlo a casa con Catherine fino a quando Andrew non scopre che il cobalto presente nella protesi dell'anca di Richard può essersi deteriorato causando un avvelenamento del sangue causando così tutti i suoi sintomi. Amelia entra in travaglio e anche se Link viene mandato in chirurgia d'urgenza per operare l'anca di Richard, lei riesce a partorire un bambino sano con l'aiuto di Bailey e Carina. Owen e Teddy si preparano per il loro matrimonio, previsto per quella sera, ma Teddy riceve un'allettante offerta da Koracick per scappare con lui. Mentre Schmitt, Maggie e Owen trattano un giocatore di baseball che ha un pezzo di una mazza da baseball nel petto, Owen viene a sapere della relazione tra Koracick e Teddy tramite un messaggio vocale inviato per sbaglio e decide di rimandare il matrimonio senza dirlo prima a Teddy. Mentre Jackson, Jo e Hayes operano una ragazza adolescente con la sindrome di Moebius, discutono della loro vita sentimentale, spingendo Jo a prendere in giro un Hayes confuso sul fatto che Cristina gli abbia organizzato un appuntamento con Meredith. Hayes più tardi chiede a Meredith di uscire per un drink ma lei gli chiede di rimandare a causa della intensa giornata appena conclusa. Poco dopo Meredith trova Andrew seduto a terra con un altro episodio bipolare e lo porta a casa.
- Ascolti USA: 7 330 000 telespettatori[49]
- Ascolti Italia: 177 000 telespettatori[50]